# Аппалуза (порода коней)

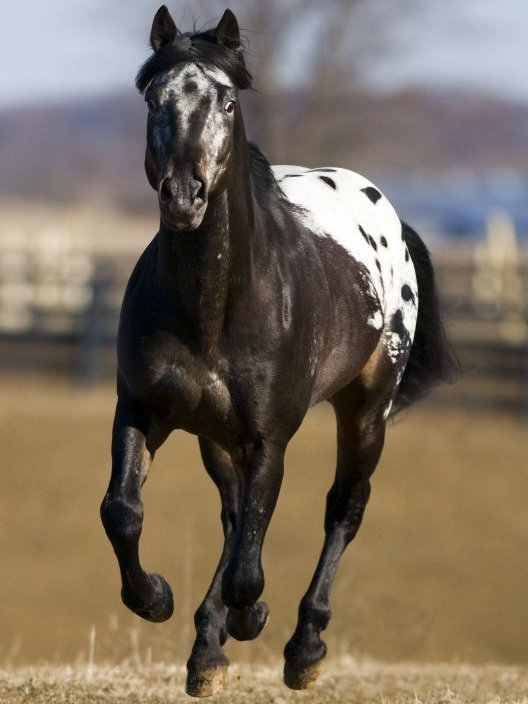
Аппалуза темного забарвлення.

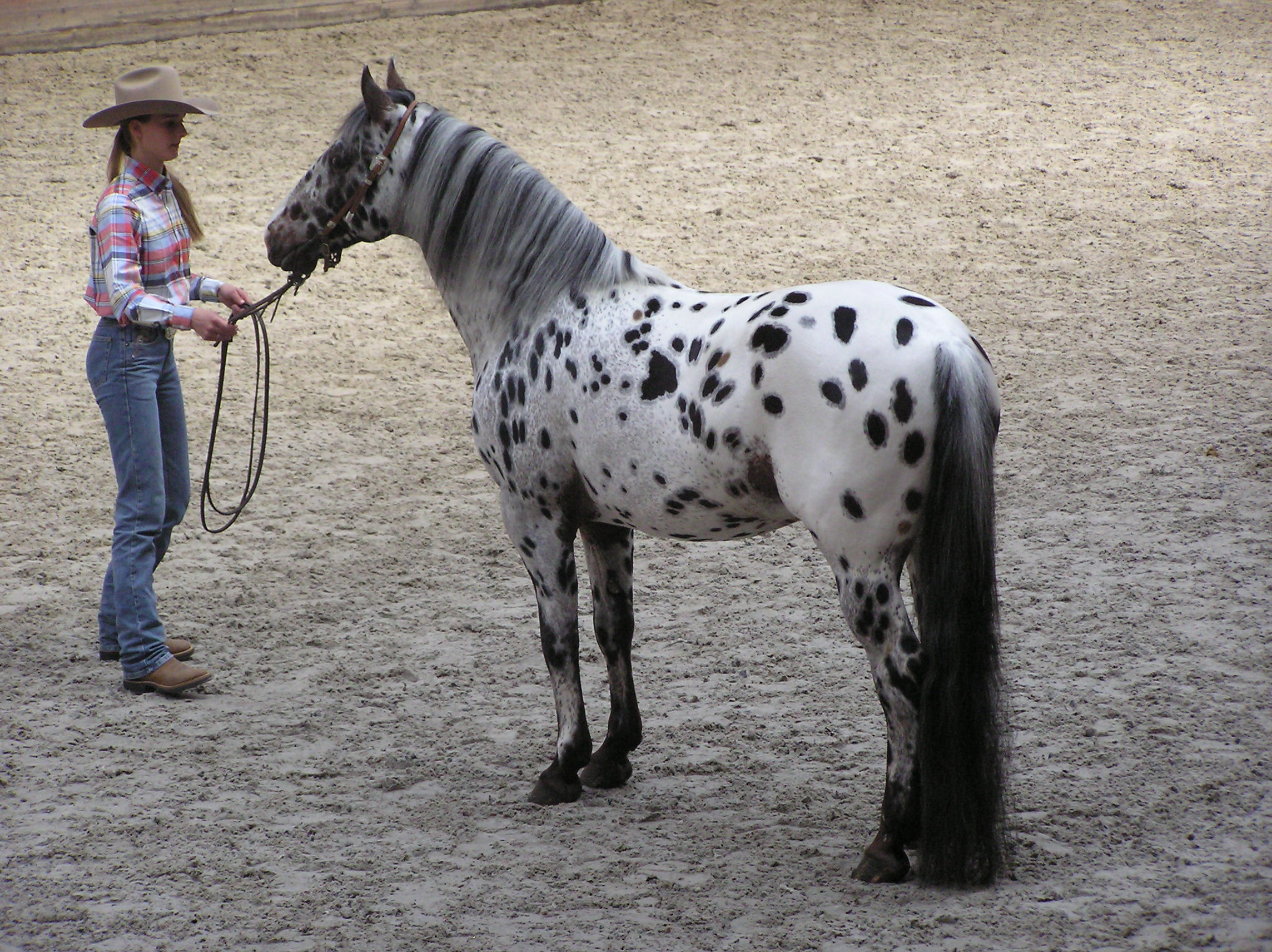
Аппалуза "леопардового" забарвлення.

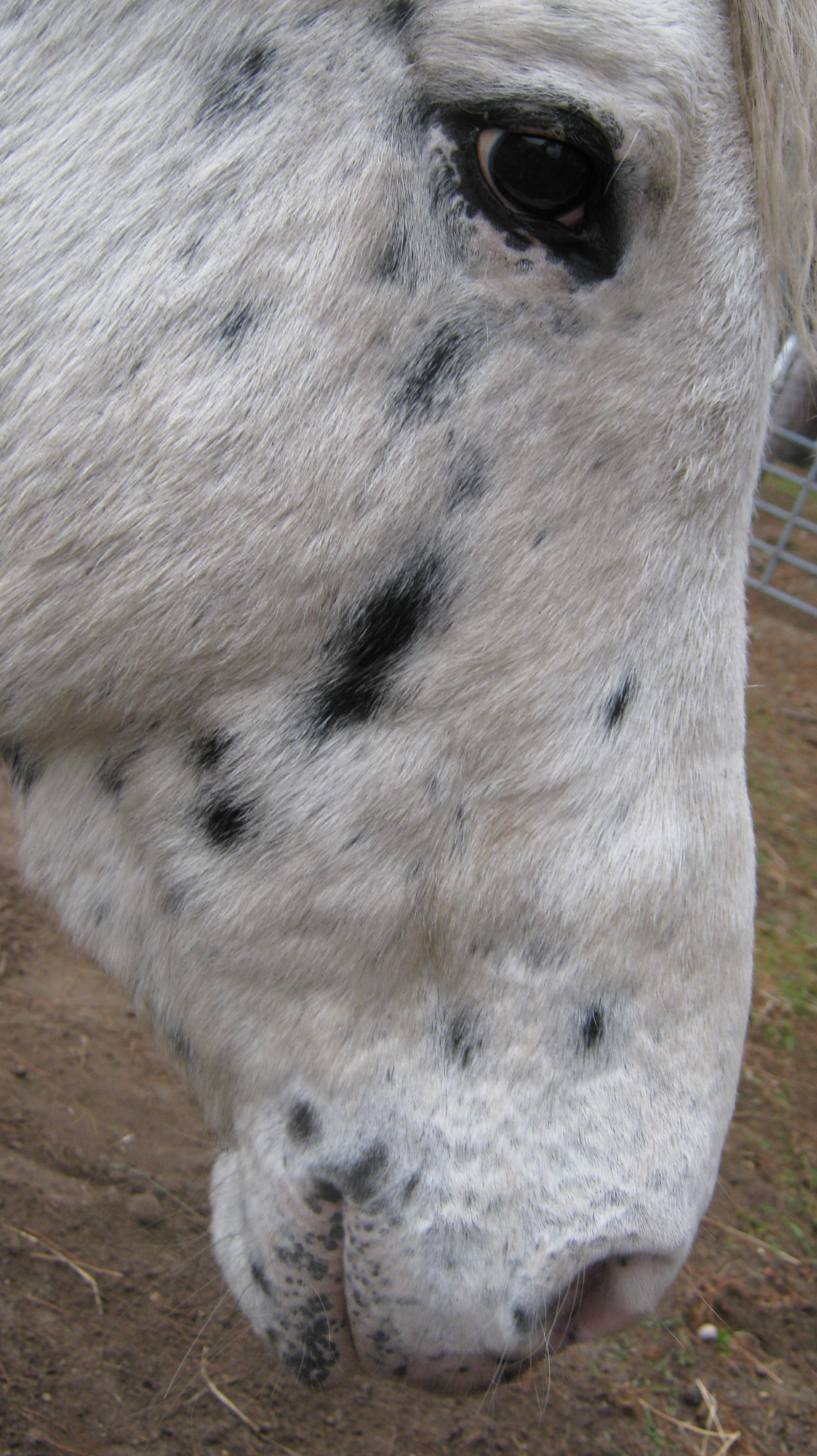
Характерні плями на шкірі і біла склера ока.

Аппалуза — порода коней, виведена і популярна в США.

## Походження
Дана порода була виведена індійцями племен не-персе шляхом селекції нащадків коней іспанських конкістадорів та інших порід, що завозились до Америки європейцями. Внесок в породу внесли чубарі коні, які в XVIII столітті вийшли з моди в Європі і були в масовому порядку експортовані до Америку. Частина цих коней виявилася на волі і в руках індіанців. Після військової поразки і поселення в резервацію в 1877 року не-персе втратили 2000 своїх коней і втратили традиції конярства. Порода збереглася завдяки малій кількості любителів і в повній мірі була відновлена в 1938 році разом з утворенням  клубу любителів аппалуза.

## Особливості породи
Чубарна масть може варіюватися від темної з білими плямами до білої з невеликими тіньовими плямами. На відміну від інших коней чубарної масті, плямисте забарвлення має не лише шерсть, а й шкіра. Копита смугасті. Склера ока видно в його нормальному положенні, білого забарвлення. Ці особливості обумовлені одним мутантним геном. Зріст скакунів у холці складає 1,4—1,5 м., вага 450-500 кг. Аппалуза тонкої статури, але дуже витривала, що було доведено у війні не-персе. 
Аппалуза генетично схильна до рецидивуючого увеїту, що без належного лікування може призводити до сліпоти.
Коні цієї породи в більшості випадків виступають в якості сімейного коня або беруть участь в кінних змаганнях — скачках, виїздах, різних конкурсах.